# Duig

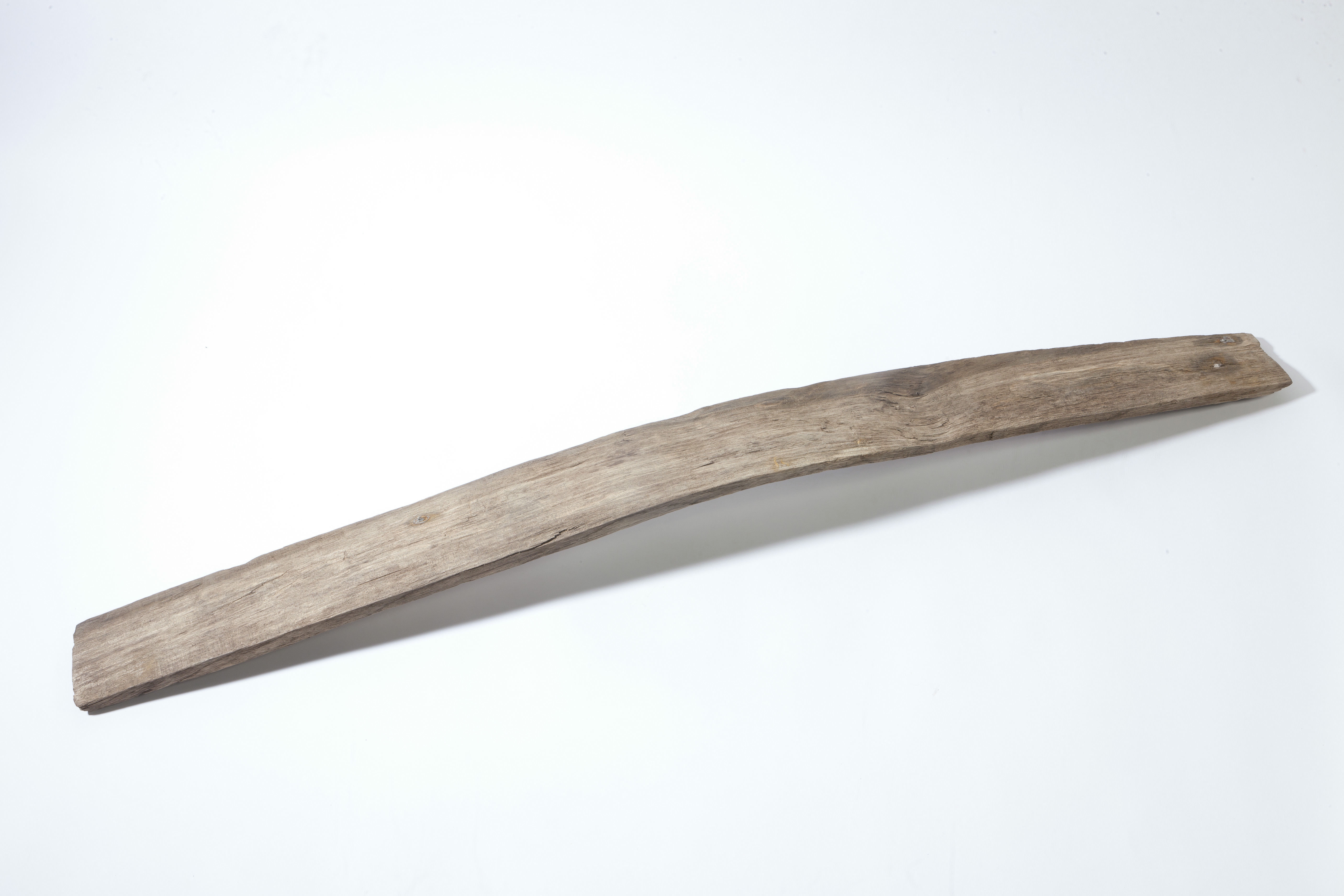
Duig

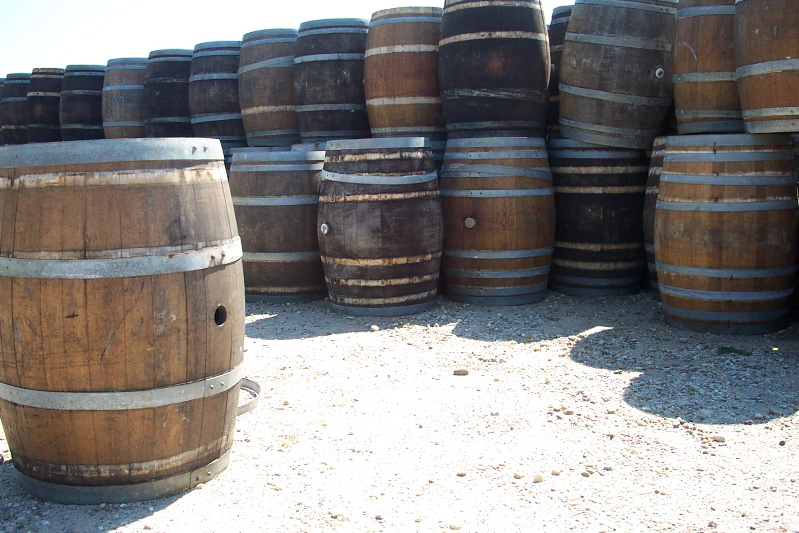
Houten tonnen gemaakt van duigen met metalen hoepels eromheen

Een duig is een gebogen houten plank van pijphout die gebruikt wordt bij het maken van houten vaten.
Door een aantal duigen naast elkaar te plaatsen en samen te houden met enkele metalen of houten hoepels krijg je  een ton zonder een bodem en deksel.
De uitdrukking "het plan is in duigen gevallen" komt van deze term en slaat terug op het uit elkaar vallen van een houten vat.